# Горобіївка (Білоцерківський район)
Горобії́вка — село в Україні, у Сквирській міській громаді Білоцерківського району Київської області. Населення становить 1065 осіб.

## Населення

### Мова
Розподіл населення за рідною мовою за даними перепису 2001 року:
| Мова       | Кількість | Відсоток |
| ---------- | --------- | -------- |
| українська | 1050      | 98.59%   |
| російська  | 13        | 1.22%    |
| білоруська | 2         | 0.19%    |
| Усього     | 1065      | 100%     |